# Senirkent (district)
Senirkent is een Turks district in de provincie Isparta en telt 12.989 inwoners (2007). Het district heeft een oppervlakte van 601,7 km². Hoofdplaats is Senirkent.
De bevolkingsontwikkeling van het district is weergegeven in onderstaande tabel.
| 1997   | 2000   | 2007   |
| ------ | ------ | ------ |
| 24.905 | 25.828 | 12.989 |